# تيرفورم وان

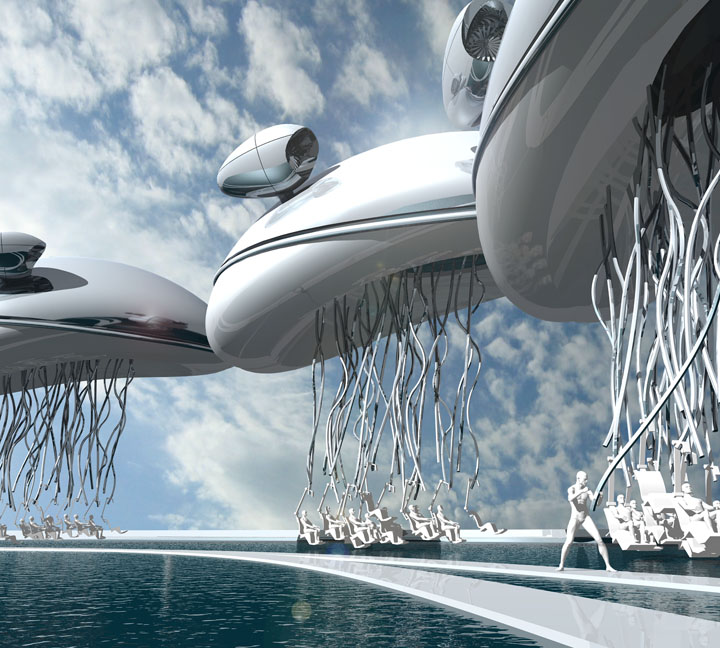
مشروع تيرفورم وان، حافلة المنطاد.

تيرفورم وان هي مؤسسة بحثية غير ربحية تعمل بموجب المادة 501(c)(3) من قانون الضرائب الأمريكي، تُعنى بالهندسة المعمارية والتخطيط الحضري، وتُعنى بتطوير التصميم البيئي في المناطق البلدية المهملة، ومن خلال إعداد دراسات جدوى غير مُعلنة وتصاميم مُنصفة، تهدف المؤسسة إلى توضيح الخطط البيئية التخيلية لمدينة نيويورك ومدن أخرى حول العالم. تهدف المؤسسة إلى دعم التواصل المجتمعي وحلول الخطط الرئيسية في المناطق المحرومة التي لا تتوفر فيها إمكانية الوصول المباشر إلى المهندسين المعماريين ومصممي المدن المؤهلين.
إنها استوديو ومختبر تطوعي للمهندسين المعماريين والمخططين والعلماء وأخصائيي الدراسات الحضرية البارعين، لدراسة وتطوير الإطار الأوسع لتصميم المدن الصديقة للبيئة. تسعى المنظمة إلى استلهام حلول فريدة للاستدامة العالمية في المجالات التالية، جودة الهواء، والتنقل الذكي، والطاقة المتجددة، والبنية التحتية، والحصول على الغذاء، وعمليات إعادة تدوير النفايات، والمياه النظيفة، والاقتصادات العادلة. تسعى المجموعة إلى تشجيع تقدير الجمهور للأساليب العديدة التي تُحسّن بها الهندسة المعمارية والتصميم الحضري حياة الإنسان.

## التاريخ
تأسست المنظمة في مايو 2006 على يد ميتشل يواكيم وماريا أيولوفا وآخرين استجابةً للحاجة الملحة إلى أبحاث طويلة الأمد حول المدن المستدامة، بعد مشاركتها في سلسلة من مسابقات التصميم المفتوحة، بدأت المنظمة بتنفيذ عدد من المشاريع الحضرية، متعاونةً مع الأحياء المحلية وأعضاء مجتمع التصميم لإيجاد بديل شامل للتطوير المفرط.

## الأنشطة
لتعزيز الهدف الإنساني لتوجيهات تيرفورم وان، بدأت المجموعة في تقديم جائزة ONE، وهي جائزة عامة في التصميم والعلوم تركز على الحضر الأخضر على مر السنين تضمنت لجنة التحكيم بعضًا من أبرز الشخصيات في التربية والممارسة الحضرية، مفوضة تخطيط مدينة نيويورك أماندا بيردن، مفوض الحدائق أدريان بينيبي، مايكل كولجروف، هيلينا دورست، بيارك إنجلز، كيت آشر، جيمس كورنر، كارول كوليتا، ويليام جيه ميتشل، مارجريت كروفورد، كاميرون سينكلير، من بين آخرين.
يُعدّ مختبر وان وتيرفورم مكونين تعليميين لبرنامج تيرفورم وان، حيث تستقبل هاتان المدرستان التعاونيتان أربعين طالبًا سنويًا من جميع أنحاء العالم لتعلّم مواضيع تشمل علم الأحياء التركيبي، والزراعة الحضرية، والحوسبة البارامترية، والمناظر الطبيعية البيئية، والنماذج الأولية السريعة، ونظرية المدن. تُعقد سلسلة محاضرات عامة خلال الندوات، بمشاركة مصممين بارزين مثل فيتو أكونشي، وديكسون ديسبومير، وناتالي جيريميجينكو، وكريستيان هوبرت.
تم اختيار تيرفورم وان رسميًا للمشاركة في بينالي البندقية للهندسة المعمارية.

## البناء
مع وجود فصول ومكونات متعددة في مختلف البلدان حول العالم، يتم تنظيمها في خمسة أقسام تحت المنظمة الأم Terre ONE (علم البيئة الشبكي المفتوح) على النحو التالي، تيرفورم وان - مركز الأبحاث المعمارية والحضرية، Terreform ONE Lab - مدرسة التصميم والعلوم، جائزة تيرفورم وان - المسابقة السنوية المحكمة، تيرفورم وان العالمي - برنامج الزمالة الدولية، Terreform ONE Event - مضيف لأماكن تجربة المدينة.

## الجوائز والتكريمات
فازت المنظمة بجوائز ARCHITECT R+D وجائزة Victor Papanek للتصميم الاجتماعي التي ترعاها جامعة الفنون التطبيقية في فيينا، والمنتدى الثقافي النمساوي في نيويورك، ومتحف الفنون والتصميم. كما تم تكريم تيرفورم وان على قدم المساواة بجائزة مجموعة زومتوبل للاستدامة والإنسانية عن مشروع موارد مدينة نيويورك والتنقل كما حصلت تيرفورم وان على جائزة Infiniti Design Excellence Award لمسابقة History Channel City of the Future وقد حصلوا على الميدالية البرونزية من iGEM (الآلة الدولية المعدلة وراثيًا) عن منتج الكرسي العضوي بالكامل Gen2Seat في عام 2013، فازت تيرفورم وان بجائزة الاستحقاق للتصميم الحضري من المعهد الأمريكي للمهندسين المعماريين، فرع نيويورك كما حصلت المجموعة على جائزة Architizer A+ Award عن خريطة العالم للمدينة البيولوجية لـ 11 مليار.

## المشاريع الحضرية
- Urbaneering بروكلين.[15]
- هوم واي، الخروج الكبير من الضواحي.[16]
- مزرعة فاب تري هاب.
- إعادة الاستخدام السريع.[17]
- سيارة لامب ناعمة.[18]
- العقل الأخضر، حديقة ذكية لمدينة جديدة.[19]
- نيويورك 2106، مدينة مكتفية ذاتيا.[20]
- تعبئة Jetpack وحافلة Blimp Bumper.[21]
- موطن اللحوم في المختبر.[22]

## المنظمات المماثلة
تشمل المجموعات المماثلة، منتدى التصميم الحضري، والهندسة المعمارية للإنسانية، ومشروع المساحات العامة، ومركز التربية الحضرية، وواجهة الفن والهندسة المعمارية، ومعهد الهندسة المعمارية والدراسات الحضرية، ومعهد روكي ماونتن.